# Nassif Hitti

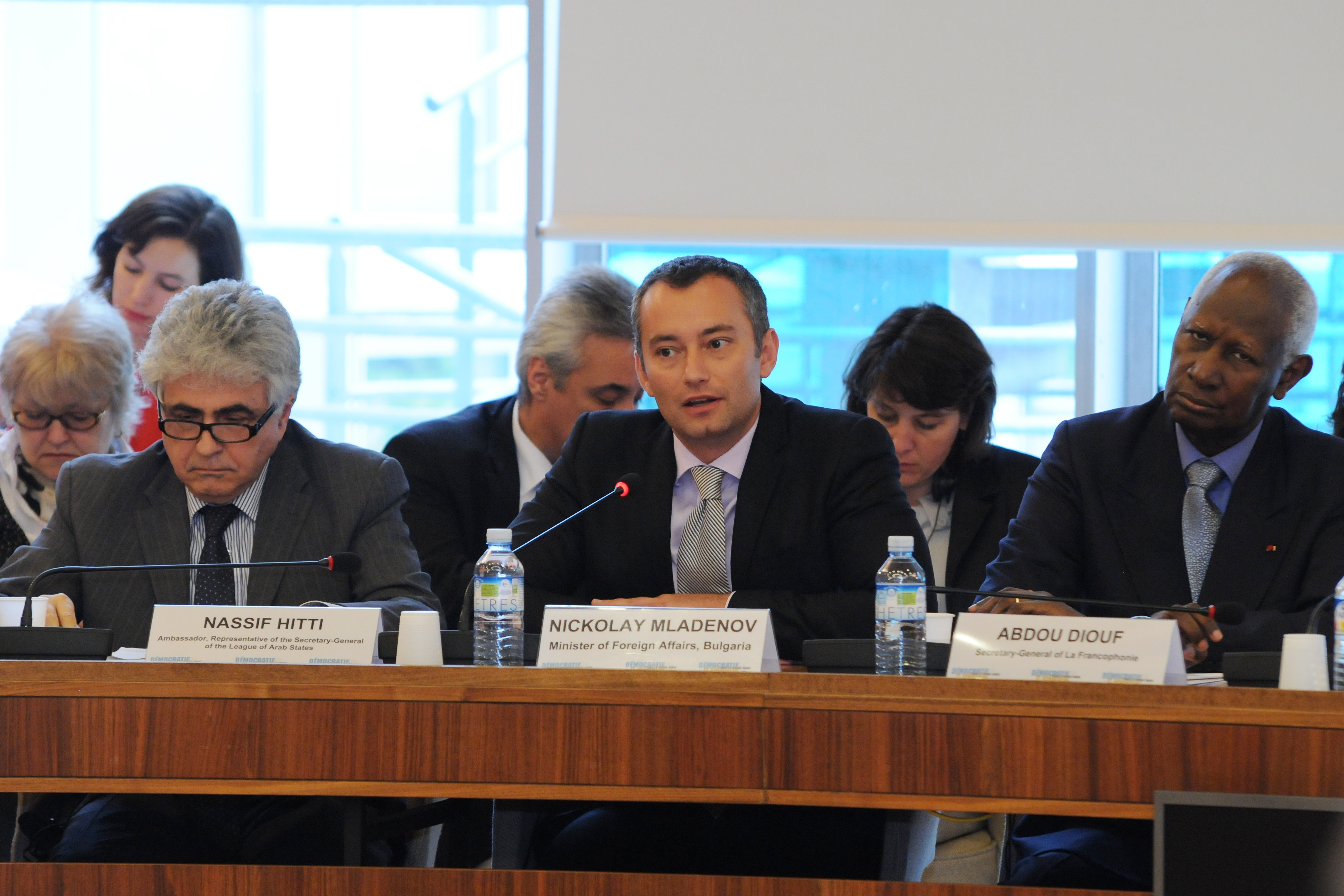
Nassif Hitti (links) mit Abdou Diouf (rechts) und Nikolaj Mladenow (Mitte) 2011 bei der UNESCO-Konferenz über Demokratie in der arabischen Welt

Nassif Hitti (arabisch ناصيف حتي, DMG Nāṣīf Ḥittī; * um 1950 in Tripoli) ist ein libanesischer Diplomat und Politiker. Von Januar bis Anfang August 2020 war er Außenminister im Kabinett Diab.

## Leben und Wirken
Hitti erwarb den Bachelor und den Master in Politikwissenschaften an der Amerikanischen Universität Beirut und promovierte anschließend in Internationalen Beziehungen an der University of Southern California. Er ist Autor der Bücher The Theory of International Relations und The Arab World and the Five Superpowers: Futuristic Study; außerdem schreibt er regelmäßig Artikel für Annahar (Libanon), Shorouk (Ägypten) und weitete arabische Zeitschriften. Hitti war außerdem Gastprofessor an der Mediterranean Academy of Diplomatic Studies in Malta und häufig Dozent an mehreren westlichen Universitäten und Forschungszentren. Weiterhin nahm er regelmäßig an zahlreichen Foren und Konferenzen zum Nahen Osten, zum Mittelmeerraum und zur internationalen Politik im Allgemeinen teil. Hitti war Vertreter seines Landes in der Liga der Arabischen Staaten und ab 2000 Leiter der Mission der Arabischen Liga in Paris. Er ist ehemaliger Vertreter des Libanon bei der UNESCO und Mitglied des Verwaltungsrates der Zeitschrift Al-Monitor. Seit dem 21. Januar gehört er dem Kabinett von Hassan Diab als Außenminister an. Am 3. August 2020 ist Hitti aus Protest gegen die seiner Meinung nach schwache Leistung der Regierung von seinem Posten als Außenminister zurückgetreten. Diab nahm das Rücktrittsgesuch umgehend an.